# Gibellula unica
Gibellula unica är en svampart som beskrevs av L.S. Hsieh, Tzean & W.J. Wu 1997. Gibellula unica ingår i släktet Gibellula och familjen Cordycipitaceae.   Inga underarter finns listade i Catalogue of Life.